# Nina Aubigny von Engelbrunner
Nina Aubigny von Engelbrunner née à Cassel le 15 avril 1770 et morte le 27 janvier 1847 à Nestelbach Autriche était une pédagogue, chanteuse, compositrice et auteure allemande.

## Biographie
Jana Wynandine von Engelbrunner prit comme nom de plume Nina d'Aubigny. Elle eut comme professeur de chant Pompeo Sales. Avec sa sœur Suzette, elle se fait remarquer par la qualité de son chant à Coblence en 1790 ; elles interprètent le Stabat mater de Rodewald. Nina suivit sa sœur à Bückeburg en 1794 ; elle fut la préceptrice des filles de la comtesse Juliane von Schaumburg-Lippe. De 1807 à 1818, elle vit à Calcutta avec sa sœur Émilie ; puis elle voyage en Italie et se rend à Vienne en 1820. Étant célibataire, elle peut visiter les pays d'Europe ; puis se retire au château d'Erko près de Graz.
Une autre version présente ainsi une partie de sa vie : Elle suivit une prétendue comtesse anglaise à Londres. Mais celle-ci n'ayant aucune ressource, Nina d'Aubigny donna des leçons de chant et devint préceptrice dans une famille anglaise qui s'établit à Bombay avec la jeune fille.
Cependant, la version de Carolin Krahn est plus fiable, s'appuyant sur de nombreuses sources dont Manfred Elsberger "Nina Aubigny von Engelbrunner" et Sigrid Nieberle "Aubigny von Engelbrunner".
Ses Lettres à Nathalie sur le chant est l'un des premiers traités de pédagogie musicale écrit par une femme, pour des femmes. Elle écrivait des articles dans le Allgemeine musikalisches Zeitung.

## Œuvres
- Journal du voyage de Hollande 1790
- Deutsche, Italienische und Französische Gesänge Airs allemands italiens et français (Augsbourg 1797)
- Journal d'un voyage à travers la province portugaise de l'Alentejo avec Susette Horstig, 1799
- Uber das Leben und die character des Pompeo Sales Sur la vie et le caractère de Pompeo Sales (2me année de la Gazette musicale de Leipsick, 1800)
- A propos de l'état de l'esprit musical à Cassel ; in Allgemeine Musikalische Zeitung , vol. 3, n° 41, 1800
- À propos de la petite et de la grande école de pianoforte de M. Milchmayer à Dresde ; in Journal des Luxus und der Moden , mai 1801
- Brief an Natalia über den Gesang als Beforderung der hausslichen Glückseligkeit des geselligen Vergnügens Ein Handbuch für Freunde des Gesangs die sich selbst oder für Mütter und Erzieherinnen die ihre Zoeglinge für diese Kunst bilden mochten Lettres à Natalie sur le chant comme promotion du bonheur domestique et du plaisir convivial avec 5 planches de musique; Leipsick Voss und Compagnie 1803.
- Théâtre de Londres in : Newspaper for the elegant world , vol. 3, n° 126, 1803
- Windsors Einweihung (in: London und Paris, 15. Bd., 3. Stück, 1805
- Weep no more : mélodie, paroles de Beaumont & Fletcher, 1806
- Lettres à Natalie sur le chant, 2e édition révisée 1824
- Uber die Aufmerksamkeit die Jederdem Sænger schuldig ist Sur l'attention qu'on doit au chanteur
- Mein Lieblingswort Piano Mon mot favori piano (Gazette musicale 3me année)

## Littérature
Eva Rieger, Frau und Musik : Verzameling autobiografische teksten van Duitse componistes. 1980